# Мысников, Юрий Алексеевич
Юрий Алексеевич Мысников — советский хозяйственный, государственный и политический деятель.

## Биография
Родился в 1928 году в селе Большая Екатериновка. Член ВКП(б).
С 1950 года — на хозяйственной, общественной и политической работе. В 1950—1989 гг. — студент Саратовского института механизации сельского хозяйства, мастер, прораб строительных организаций города Саратова, главный инженер монтажного управления, начальник монтажного управления в системе Министерства специального монтажа и строительства СССР, председатель Саратовского горисполкома.
Избирался депутатом Верховного Совета РСФСР 9-го, 10-го и 11-го созывов.
Умер в 1989 году в Саратове.